# 蒙頂甘露
蒙頂甘露（もうちょうかんろ、モンディンガンルー）は、中華人民共和国四川省雅安市蒙山県の緑茶の一種。古来より「茗茶」と謳われている。
蒙山（蒙頂山）は約2000年前、西漢の時代に甘露寺の普慧禅師（呉理真）が茶樹を植えて、人類史上初の人工栽培が行われたとされる地でもある。蒙山で作られる茶を総じて蒙頂茶と呼ぶ。1950年ごろの蒙頂茶の主流は黄茶の蒙頂黄芽であったが、近年は蒙頂甘露が主流となってきている。
茶葉には、ふわふわとした産毛がついている。この地方は雨が多く、比較的に温暖であるため茶摘みは2月末から行われ、新茶の出回る時期は江南や江北よりも一か月ほど早い。
芽のみ、または一芽一葉を摘み、遠火で乾燥させる。